# Распределение Вейбулла
Распределе́ние Ве́йбулла в теории вероятностей — двухпараметрическое семейство абсолютно непрерывных распределений. Названо в честь Валодди Вейбулла, детально охарактеризовавшего его в 1951, хотя впервые его определил Фреше в 1927, а применено оно было ещё в 1933 для описания распределения размеров частиц.

## Определение
Пусть распределение случайной величины {\displaystyle X} задаётся плотностью {\displaystyle f_{X}(x)}, имеющей вид:
{\displaystyle f_{X}(x)=\left\{{\begin{matrix}{\frac {k}{\lambda }}\left({\frac {x}{\lambda }}\right)^{k-1}e^{-\left({\frac {x}{\lambda }}\right)^{k}},&x\geq 0\\0,&x<0\end{matrix}}\right..}
Тогда говорят, что {\displaystyle X} имеет распределение Вейбулла. Пишут: {\displaystyle X\sim \mathrm {W} (k,\lambda )}.
Если величину X принять за наработку до отказа, тогда получается распределение, в котором интенсивность отказов пропорциональна времени. Тогда:
- k < 1 показывает, что интенсивность отказов уменьшается со временем
- k = 1 показывает, что интенсивность отказов не меняется со временем
- k > 1 показывает, что интенсивность отказов увеличивается со временем

В материаловедении коэффициент k известен как модуль Вейбулла.

## Свойства

### Функция плотности
Вид функции плотности распределения Вейбулла сильно зависит от значения k. Для 0 < k < 1 плотность стремится к бесконечности при {\displaystyle x\to 0+} и строго убывает. Для k = 1 плотность стремится к 1/λ при {\displaystyle x\to 0+} и строго убывает. Для k > 1 плотность стремится к 0 при {\displaystyle x\to 0+}, возрастает до достижения своей моды и убывает после. Плотность имеет бесконечный отрицательный угловой коэффициент в x = 0 при 0 < k < 1 , бесконечный положительный угловой коэффициент в x = 0 при 1 < k < 2, и нулевой угловой коэффициент в x = 0 при k > 2. При k = 2 плотность имеет конечный положительный угловой коэффициент в x = 0. При {\displaystyle k\to \infty } распределение Вейбулла сходится к дельта-функции, центрированной в x = λ. Кроме того, коэффициент асимметрии и коэффициент вариации зависят только от коэффициента формы.

### Функция распределения
Функция распределения Вейбулла:
{\displaystyle F(x;k,\lambda )=1-e^{-(x/\lambda )^{k}}}
при x ≥ 0, и F(x; k; λ) = 0 при x < 0
Квантиль распределения Вейбулла:
{\displaystyle Q(p;k,\lambda )=\lambda {(-\ln(1-p))}^{1/k}}
при 0 ≤ p < 1.
Интенсивность отказов h:
{\displaystyle h(x;k,\lambda )={k \over \lambda }\left({x \over \lambda }\right)^{k-1}.}

## Моменты
Производящая функция моментов логарифма случайной величины, имеющей распределение Вейбулла
{\displaystyle \mathbb {E} \left[e^{t\log X}\right]=\lambda ^{t}\Gamma \left({\frac {t}{k}}+1\right),}
где Γ — это гамма-функция. Аналогично, Характеристическая функция логарифма X задаётся
{\displaystyle \mathbb {E} \left[e^{it\log X}\right]=\lambda ^{it}\Gamma \left({\frac {it}{k}}+1\right).}
Моменты случайной величины {\displaystyle X}, имеющей распределение Вейбулла имеют вид
{\displaystyle \mathbb {E} \left[X^{n}\right]=\lambda ^{n}\Gamma \left(1+{\frac {n}{k}}\right)}, где {\displaystyle \Gamma } — гамма-функция, 

откуда
{\displaystyle \mathbb {E} [X]=\lambda \Gamma \left(1+{\frac {1}{k}}\right)},
{\displaystyle \mathrm {D} [X]=\lambda ^{2}\left[\Gamma \left(1+{\frac {2}{k}}\right)-\Gamma ^{2}\left(1+{\frac {1}{k}}\right)\right]}.
Коэффициент асимметрии задаётся функцией
{\displaystyle \gamma _{1}={\frac {\Gamma \left(1+{\frac {3}{k}}\right)\lambda ^{3}-3\mu \sigma ^{2}-\mu ^{3}}{\sigma ^{3}}}}
Коэффициент эксцесса
{\displaystyle \gamma _{2}={\frac {-6\Gamma _{1}^{4}+12\Gamma _{1}^{2}\Gamma _{2}-3\Gamma _{2}^{2}-4\Gamma _{1}\Gamma _{3}+\Gamma _{4}}{[\Gamma _{2}-\Gamma _{1}^{2}]^{2}}},}
где {\displaystyle \Gamma _{i}=\Gamma (1+i/k)}, так же может быть записан:
{\displaystyle \gamma _{2}={\frac {\lambda ^{4}\Gamma (1+{\frac {4}{k}})-4\gamma _{1}\sigma ^{3}\mu -6\mu ^{2}\sigma ^{2}-\mu ^{4}}{\sigma ^{4}}}-3}

### Производящая функция моментов
Существует множество выражений для производящей функции моментов самой {\displaystyle X}
{\displaystyle \mathbb {E} \left[e^{tX}\right]=\sum _{n=0}^{\infty }{\frac {t^{n}\lambda ^{n}}{n!}}\Gamma \left(1+{\frac {n}{k}}\right).}
Так же можно работать непосредственно с интегралом
{\displaystyle \mathbb {E} \left[e^{tX}\right]=\int _{0}^{\infty }e^{tx}{\frac {k}{\lambda }}\left({\frac {x}{\lambda }}\right)^{k-1}e^{-(x/\lambda )^{k}}\,dx.}
Если коэффициент k предполагается рациональным числом, выраженным k = p/q, где p и q целые, то интеграл может быть вычислен аналитически. С заменой t на -t, получается
{\displaystyle \mathbb {E} \left[e^{-tX}\right]={\frac {1}{\lambda ^{k}\,t^{k}}}\,{\frac {p^{k}\,{\sqrt {q/p}}}{({\sqrt {2\pi }})^{q+p-2}}}\,G_{p,q}^{\,q,p}\!\left(\left.{\begin{matrix}{\frac {1-k}{p}},{\frac {2-k}{p}},\dots ,{\frac {p-k}{p}}\\{\frac {0}{q}},{\frac {1}{q}},\dots ,{\frac {q-1}{q}}\end{matrix}}\;\right|\,{\frac {p^{p}}{\left(q\,\lambda ^{k}\,t^{k}\right)^{q}}}\right),}
где G — это G-функция Мейера.

### Информационная энтропия
Информационная энтропия задаётся таким образом
{\displaystyle H(\lambda ,k)=\gamma \left(1\!-\!{\frac {1}{k}}\right)+\ln \left({\frac {\lambda }{k}}\right)+1,}
где {\displaystyle \gamma } — это Постоянная Эйлера — Маскерони.

### Оценка коэффициентов

#### Наибольшее правдоподобие
Оценка максимального правдоподобия для коэффициента {\displaystyle \lambda }
{\displaystyle {\hat {\lambda }}^{k}={\frac {1}{n}}\sum _{i=1}^{n}x_{i}^{k}}
Для {\displaystyle k}
{\displaystyle {\hat {k}}^{-1}={\frac {\sum _{i=1}^{n}x_{i}^{k}\ln x_{i}}{\sum _{i=1}^{n}x_{i}^{k}}}-{\frac {1}{n}}\sum _{i=1}^{n}\ln x_{i}}

## Условная функция надёжности Вейбулла
Для 2-х параметрического распределения Вейбулла функция имеет вид:
{\displaystyle R(t|T)={\frac {R(T+t)}{R(T)}}={\frac {e^{-\left({\frac {T+t}{\lambda }}\right)^{k}}}{e^{-\left({\frac {T}{\lambda }}\right)^{k}}}}}
или
{\displaystyle R(t|T)=e^{-\left[\left({\frac {T+t}{\lambda }}\right)^{k}-\left({\frac {T}{\lambda }}\right)^{k}\right]}}
Для 3-х параметрического:
{\displaystyle R(t|T)={\frac {R(T+t)}{R(T)}}={\frac {e^{-\left({\frac {T+t-\theta }{\lambda }}\right)^{k}}}{e^{-\left({\frac {T-\theta }{\lambda }}\right)^{k}}}}}
Она называется условной, потому что показывает вероятность того, что объект проработает ещё {\displaystyle t} времени при условии, что он уже проработал {\displaystyle T}.

## График Вейбулла
Данные распределения Вейбулла визуально могут быть оценены с использованием графика Вейбулла . Это график типа Q-Q выборочной функции распределения со специальными осями. Оси — {\displaystyle \ln(-\ln(1-{\hat {F}}(x)))} и {\displaystyle \ln(x)} Причина изменения переменных в том, что выборочная функция распределения Вейбулла может быть представлена в линейном виде
{\displaystyle {\begin{aligned}F(x)&=1-e^{-(x/\lambda )^{k}}\\-\ln(1-F(x))&=(x/\lambda )^{k}\\\underbrace {\ln(-\ln(1-F(x)))} _{\textrm {'y'}}&=\underbrace {k\ln x} _{\textrm {'mx'}}-\underbrace {k\ln \lambda } _{\textrm {'c'}}\end{aligned}}}
Поэтому если данные получены из распределения Вейбулла, на графике Вейбулла можно ожидать прямую линию.
Есть множество способов получения выборочной функции распределения из данных: один из методов заключается в том, чтобы получить вертикальную координату каждой точки, используя {\displaystyle {\hat {F}}={\frac {i-0.3}{n+0.4}}}, где {\displaystyle i} — это ранг точки данных, а {\displaystyle n} — это общее количество точек.

## Использование
Распределение Вейбулла используется:
- В анализе выживаемости
- В надёжности и анализе отказов
- В электротехнике для представления перенапряжения, возникающего в электрических цепях
- В промышленной инженерии
- В теории экстремальных значений

- В прогнозировании погоды

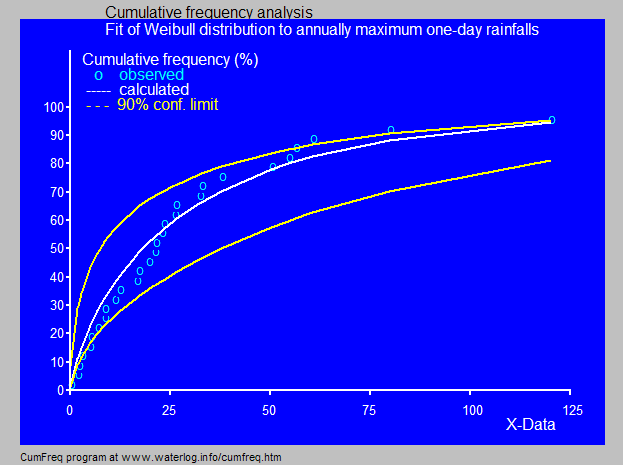
Соответствие функции распределения Вейбулла выпавшей за один день годовой норме дождей

  - Для описания распределения скорости ветра как распределения, обычно совпадающего с распределением Вейбулла в ветроэнергетике
- В радиолокационных системах для моделирования дисперсии уровня принимаемого сигналов, создаваемой некоторыми типами помех
- В моделировании замирания сигнала в беспроводных коммуникациях
- В прогнозировании технологических изменений
- В гидрологии распределение Вейбулла применимо к экстремальным событиям, таким как выпадение годовой нормы дождей за день или разливу реки. На рисунке показано такое соответствие, а также 90 % доверительный интервал, основанный на биномиальном распределении.
- В описании размера частиц, полученных путём размельчения, помола или дробления
- Из-за доступности используется в электронных таблицах, когда основное поведение в действительности лучше описывается распределением Эрланга

## Связь с другими распределениями
- 3-параметрическое распределение Вейбулла. Имеет функцию плотности

{\displaystyle f(x;k,\lambda ,\theta )={k \over \lambda }\left({x-\theta  \over \lambda }\right)^{k-1}e^{-({x-\theta  \over \lambda })^{k}}}
где {\displaystyle x\geq \theta } и f(x; k, λ, θ) = 0 при x < θ, где {\displaystyle k>0} — коэффициент формы, {\displaystyle \lambda >0} — коэффициент масштаба и {\displaystyle \theta } — коэффициент сдвига распределения. Когда θ=0, оно сводится к 2-х параметрическому распределению Вейбулла.
- 1-параметрическое распределение Вейбулла. Выводится предполагая {\displaystyle \theta =0} и {\displaystyle k=C} — константа:

{\displaystyle f(t)={\frac {C}{\lambda }}\left({\frac {t}{\lambda }}\right)^{C-1}e^{-\left({\frac {t}{\lambda }}\right)^{C}}}
- Распределение Вейбулла может быть получено как функция от экспоненциального.

Если {\displaystyle X} — экспоненциальное распределение {\displaystyle \operatorname {Exp} (\lambda )} для параметра {\displaystyle \lambda }, то случайная величина {\displaystyle Y=X^{1/k}~(k>0)} имеет распределение Вейбулла {\displaystyle \operatorname {W} (\lambda ^{1/k},k)}. Для доказательства рассмотрим функцию распределения {\displaystyle Y}:
{\displaystyle F_{Y}(y)=P(Y<y)=P(X^{1/k}<y)=P(X<y^{k})=1-e^{-\lambda \cdot y^{k}}=1-e^{-(\lambda ^{1/k}\cdot y)^{k}},~y>0}
Полученная функция — функция распределения для распределения Вейбулла.
- Метод обратного преобразования: если {\displaystyle U\sim \mathrm {U} (0,1)}, то

{\displaystyle \lambda \left(-\ln U\right)^{1/k}\sim \mathrm {W} (k,\lambda )}.
- С распределением Фреше: если {\displaystyle \mathrm {X} \sim {\textrm {Weibull}}(k=\alpha ,\lambda =m)} , то {\displaystyle {\tfrac {m^{2}}{\mathrm {X} }}\sim {\textrm {Frechet}}(\alpha ,s,m)}.
- С распределением Гумбеля: если {\displaystyle \mathrm {X} \sim {\textrm {Weibull}}} , то {\displaystyle \log(X)\sim {\textrm {Gumbel}}}.
- Распределение Рэлея — частный случай распределения Вейбулла при {\displaystyle k=2} и {\displaystyle \lambda ={\sqrt {2}}\sigma }[4]
- Распределение Вейбулла является частным случаем обобщённого распределения экстремальных значений[5]
- Впервые распределение Вейбулла было применено для описания распределения размера частиц. Широко использовалось в обогащении полезных ископаемых при измельчении. В этом контексте функция распределения имеет вид

{\displaystyle f(x;P_{\rm {80}},m)={\begin{cases}1-e^{ln\left(0.2\right)\left({\frac {x}{P_{\rm {80}}}}\right)^{m}}&x\geq 0,\\0&x<0,\end{cases}}}
где
{\displaystyle x}: Размер частицы
{\displaystyle P_{\rm {80}}}: 80-й процентиль распределения размера частиц
{\displaystyle m}: Коэффициент, описывающий размах распределения